# Bruno Barreto (Fußballspieler)
Bruno Barreto, vollständiger Name Bruno Federico Barreto González, (* 9. Mai 1989 in San Jacinto) ist ein uruguayischer Fußballspieler.

## Karriere
Der je nach Quellenlage 1,83 Meter oder 1,85 Meter große Mittelfeldakteur Barreto gehörte mindestens seit der Apertura 2009 dem Kader des uruguayischen Erstligisten Rampla Juniors an. Bei den Montevideanern bestritt er in der Saison 2009/10 26 Partien in der Primera División und erzielte zwei Treffer. In der Spielzeit 2010/11 folgten zehn weitere Erstligaspiele Barretos, dieses Mal allerdings in Reihen von River Plate Montevideo. Überdies stehen zwei Begegnungen (kein Tor) der Copa Sudamericana 2010 mit seiner Mitwirkung zu Buche. Im Juli 2011 kehrte er zu dem Rampla Juniors zurück. Er lief dort in der Saison 2011/12 in 22 Erstligapartien auf und traf einmal ins gegnerische Tor. In der Spielzeit 2012/13 folgte eine Karrierestation in Argentinien bei Douglas Haig. Bei den Argentiniern stand er in 28 Partien der Primera B Nacional auf dem Platz und schoss drei Tore. Auch lief er einmal (kein Tor) in der Copa Argentina auf. In der Saison 2013/14 schloss er sich dem argentinischen Erstligisten Argentinos Juniors an. Er wurde in der Primera División allerdings nicht eingesetzt. Im Februar 2014 kehrte er erneut zum seinerzeitigen Zweitligisten Rampla Juniors zurück, für den er in der restlichen Zweitligaspielzeit 13-mal auflief und ein Tor schoss. Am Saisonende stieg er mit dem Team in die Primera División auf. In der Apertura 2014 wurde er zehnmal (ein Tor) in der höchsten uruguayischen Spielklasse eingesetzt. Mitte Januar 2015 wechselte er zum ecuadorianischen Verein Deportivo Cuenca. Für die Ecuadorianer absolvierte er zwei Ligaspiele (kein Tor). Mitte August 2016 schloss er sich dem uruguayischen Erstligaabsteiger El Tanque Sisley an.